# アドレア (小惑星)
アドレア (268 Adorea) は小惑星帯にある大きめの小惑星。テミス族に含まれる。1887年にアルフォンス・ボレリーによってマルセイユで発見された。
古代ローマで神々への供物として作られていた菓子に因んで名付けられた。
2010年2月に静岡県と三重県で掩蔽が観測された。